# Bakszyno (obwód wołogodzki)
Bakszyno (ros. Бакшино) – wieś w Rosji, w rejonie grazowieckim obwódu wołogodzkiego. W 2002 liczyła 17 mieszkańców, z kolei w 2010 populacja miejscowości wynosiła 19 osób.